# Metioche haani
Metioche haani är en insektsart som först beskrevs av Henri Saussure 1878.  Metioche haani ingår i släktet Metioche och familjen syrsor. Inga underarter finns listade i Catalogue of Life.